# Aveyron (rzeka)
Aveyron – rzeka we południowej Francji. Swoje źródła ma w Masywie Centralnym. Przepływa przez teren departamentów Aveyron, Tarn oraz Tarn i Garonna. Ma długość 290,7 km. Stanowi prawy dopływ rzeki Tarn.

## Geografia

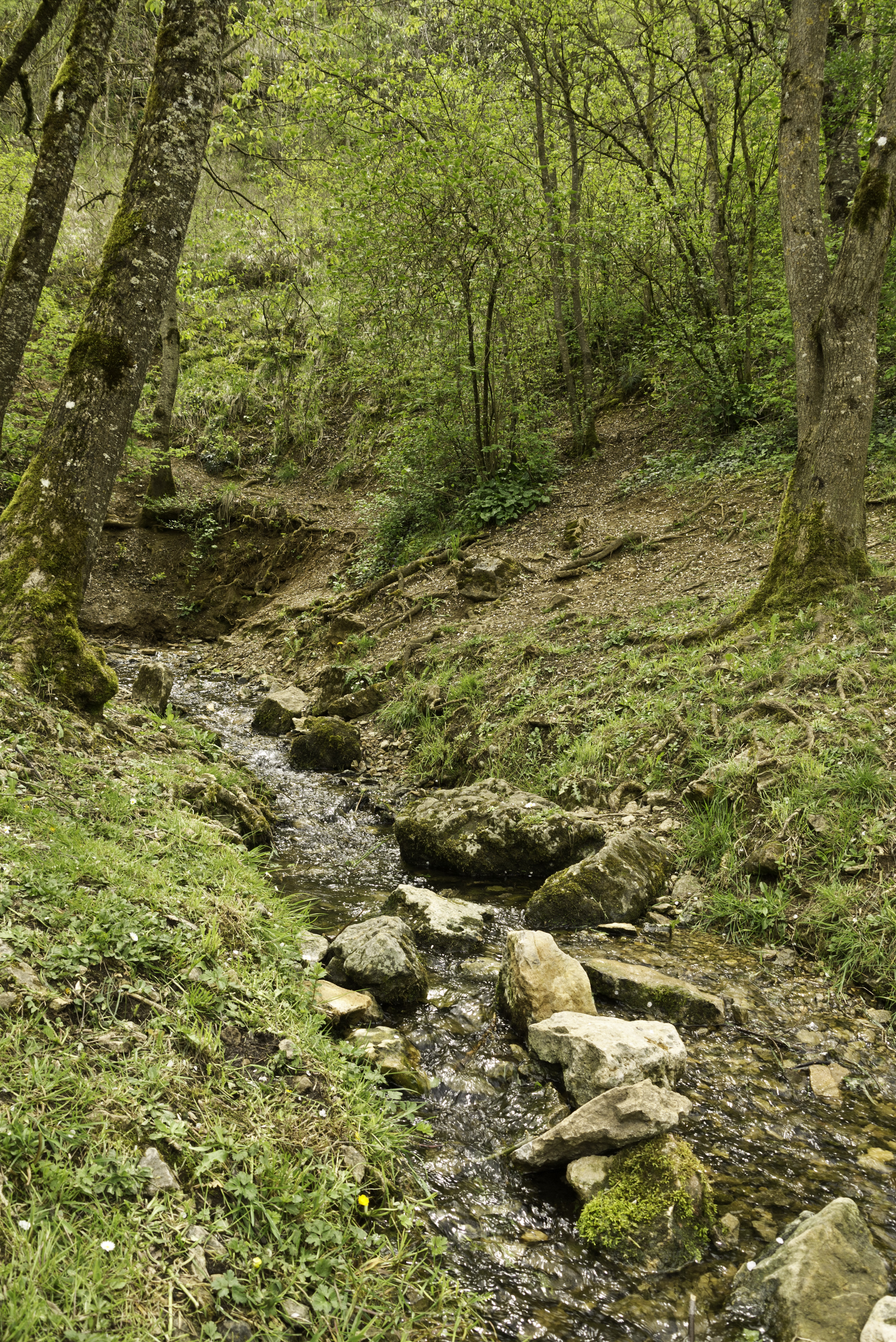
Źródła Aveyron

Aveyron swoje źródła ma w Masywie Centralnym, w gminie Sévérac-le-Château, w pobliżu autostrady A75, na terenie Parku Regionalnego Grands Causses. Rzeka przepływa przez zróżnicowane krajobrazy, między innymi Causse de Sévérac, Pays ruthénois czy Ségala. Od miejscowości Najac do Montricoux tworzy wąwozy. Uchodzi do Tarn na zachód od Montauban – między Lafrançaise i Villemade.
Aveyron przepływa przez 3 departamenty, w tym 62 gminy:
AveyronSévérac-le-Château (źródło), Gaillac-d’Aveyron, Laissac, Montrozier, Bertholène, Rodez, Colombiès, Villefranche-de-Rouergue, Agen-d’Aveyron, Recoules-Prévinquières, La Rouquette, Monteils, La Loubière, Onet-le-Château, Mayran, Rignac, Belcastel, Le Monastère, Najac, Olemps, Druelle, Prévinquières, Compolibat, La Bastide-l’Évêque, Saint-André-de-Najac, Moyrazès, Baraqueville, Morlhon-le-Haut, Sanvensa, Buzeins, Maleville, Brandonnet, Clairvaux-d’Aveyron, Palmas, Lapanouse, Sainte-Radegonde, La Fouillade
TarnSaint-Martin-Laguépie, Le Riols, Milhars, Montrosier, Penne
Tarn i GaronnaLaguépie, Varen, Saint-Antonin-Noble-Val, Bruniquel, Cazals, Montricoux, Cayrac, Nègrepelisse, Mirabel, Albias, Lamothe-Capdeville, Piquecos, Montauban, L’Honor-de-Cos, Bioule, Montastruc, Réalville, Féneyrols, Lafrançaise, Villemade (ujście)

## Hydrologia
Uśredniony roczny przepływ rzeki Aveyron wynosi 53,3 m³/s. Pomiary były przeprowadzone na przestrzeni ostatnich 103 lat w miejscowości Montauban (Loubéjac). Największy przepływ notowany jest w lutym (110,0 m³/s), a najmniejszy w sierpniu – 7,930 m³/s.

## Dopływy
Aveyron ma 119 opisanych dopływów. Są to:
| - Verlenque - Merdans - Ruisseau de Tantayrou - Ruisseau d'Ugnes - Ruisseau de Buzareingues - Ruisseau de Grône - Ruisseau des Malavals - Olip - Ravin de Gourgoucine - Ravin des Tines - Ruisseau de la Garrigue - Caylas - Ruisseau de Malrieu - Ruisseau de Cuge - Ruisseau de Serre - Ruisseau du Causse - Ruisseau du Mayroux - Ruisseau de Jumels - Ruisseau de la Fontaine de Luc - Ruisseau des Bourines - Ruisseau de Lugagnac - Ruisseau de Galties - Ruisseau de Trébosc - Ruisseau de Giberguette - Ruisseau des Plaines - Ruisseau de Pailhoriez - Ruisseau Rieutord - Ruisseau de Laval - Ruisseau de Louyne - Briane - Auterne - Brienne - Rieutord - Trégou - Lenne - Ravin de Costepeyrouse - Ruisseau la Maresque - Maresque - Ruisseau des Agades - Ruisseau de François - Ruisseau du Luc | - Riou Nègre - Ruisseau de Longuetire - Ruisseau de Gaugirand - Ruisseau de Caral - Ruisseau de Pouzoulet - Lézert - Ruisseau de la Baume - Alzou - Ruisseau de Notre Dame - Doulouse - Ruisseau de Malpas - Ravin de Cenac - Ruisseau de Gourgnés - Ruisseau des Millets - Ruisseau des Combes - Assou - Ruisseau d'Aubugues - Ruisseau du Mas del Bosc - Ruisseau de Pelayries - Ruisseau de Mazerolles - Ruisseau de la Vernhe - Serène de Sanvensa - Ruisseau de Loubezac - Ruisseau de Puech Méja - Ruisseau de Téoulière - Ruisseau de la Fage - Ruisseau de la Roquette - Viaur - Ruisseau de Mazières - Ruisseau de lez - Baye - Ruisseau d'Orlan - Cérou - Seye - Ruisseau de la Jordio - Ruisseau de la Bayolle - Ruisseau de Lauger - Ruisseau de Coudiés - Ruisseau des Amourouses | - Ruisseau de Luserp - Bonnette - Bombic - Ruisseau de Cap de Biou - Ruisseau de Layrous - Ravin de Fonvieille - Vère - Ruisseau de Cabéou - Ruisseau d'Embarre - Ruisseau de la Vaysse - Ruisseau de la Lisse - Ruisseau du Gouyre - Ruisseau de Rieumet - Ruisseau de la Vergne Basse - Ruisseau de Fontferrières - Ruisseau de la Vergne - Ruisseau de Lamolle - Ruisseau du Rat - Ruisseau de Cabertat - Ruisseau de Longues Aygues - Ruisseau de l'Abélanie - Ruisseau des Poumarèdes - Ruisseau de Martel - Ruisseau de la Mouline - Ruisseau de la Brive - Lère - Ruisseau de Samaros - Ruisseau de la Tauge - Ruisseau de la Mouline - Ruisseau de Fage - Ruisseau de la Tauge - Ruisseau de Capayrou - Ruisseau de Las Reyes - Ruisseau de Frézal - Ruisseau de Gesse - Ruisseau de Rauzas - Ruisseau de Magnabal - Ruisseau de Dagran - Grand Mortarieu |